# 黃伯思
黃伯思（1079年—1118年），字長睿，別字霄賓，號雲林子，邵武（今屬福建）人，北宋書法家、書學理論家。 

## 生平
黄履之孫。元符三年（1100年）進士。歷通知司戶、河南府戶曹參軍，曾詳定《九域圖誌》。累迁秘书郎。终官校书郎。善寫書法，精通篆、隸、正、行、草。著有《法帖刊误》2卷，此書纠正了《淳化閣帖》不少錯誤。又著有《东观余论》，另有《博古图说》11卷及《文集》50卷，已佚。 
组合家具图册《燕几图》也是黄伯思所著。

## 延伸阅读
[在维基数据编辑]
 《宋史·卷443》，出自脱脱《宋史》